# Dysschema vestalis
Dysschema vestalis är en fjärilsart som beskrevs av Butler 1871. Dysschema vestalis ingår i släktet Dysschema och familjen björnspinnare. Inga underarter finns listade i Catalogue of Life.